# Perú en la clasificación de Conmebol para la Copa Mundial de Fútbol de 1990
La Selección de fútbol del Perú fue una de las nueve selecciones de fútbol que participaron en la clasificación de Conmebol para la Copa Mundial de Fútbol de 1990, en la que se definieron los representantes de Conmebol para la Copa Mundial de Fútbol de 1990, que se desarrolló en Italia.

## Sistema de juego
Para la Copa Mundial de Fútbol de 1990 de Italia, la Conmebol dispuso de 3½ plazas de un total de 24, incluyendo a Argentina —ya clasificada por ser la campeona del Mundial de 1986—. Las nueve selecciones de la región formaron tres grupos para disputar los 2,5 cupos restantes. Los ganadores de los grupos 1 y 3 clasificaron directamente al Mundial, mientras que el ganador del grupo 2 (que obtuvo en la tabla general el menor puntaje de los primeros de cada grupo) jugó un repechaje con el ganador de la eliminatoria de Oceanía por otra plaza en el Mundial.

## Historia
La fase de clasificación en Sudamérica estuvo empañada por un incidente desagradable: en medio del partido entre Brasil y Chile, una bengala cayó cerca del guardameta chileno Roberto Rojas, quien simuló una lesión. Su selección se negó a seguir jugando, en ese momento iba perdiendo por un gol; sin embargo, el portero no tardó en ser descubierto y, como resultado, se aplicó una larga suspensión a todos los implicados y se expulsó a Chile del torneo de 1994.

## Tabla final de posiciones
| Selección | Pts. | PJ | PG | PE | PP | GF | GC | Dif. |
| --------- | ---- | -- | -- | -- | -- | -- | -- | ---- |
| Brasil    | 7    | 4  | 3  | 1  | 0  | 13 | 1  | 12   |
| Uruguay   | 6    | 4  | 3  | 0  | 1  | 7  | 2  | 5    |
| Bolivia   | 6    | 4  | 3  | 0  | 1  | 6  | 5  | 1    |
| Chile     | 5    | 4  | 2  | 1  | 1  | 9  | 4  | 5    |
| Colombia  | 5    | 4  | 2  | 1  | 1  | 5  | 3  | 2    |
| Paraguay  | 4    | 4  | 2  | 0  | 2  | 6  | 7  | –1   |
| Ecuador   | 3    | 4  | 1  | 1  | 2  | 4  | 5  | –1   |
| Perú      | 0    | 4  | 0  | 0  | 4  | 2  | 8  | –6   |
| Venezuela | 0    | 4  | 0  | 0  | 4  | 1  | 18 | –17  |

## Partidos

### Grupo 1
| Selección | Pts. | PJ | PG | PE | PP | GF | GC | Dif |
| --------- | ---- | -- | -- | -- | -- | -- | -- | --- |
| Uruguay   | 6    | 4  | 3  | 0  | 1  | 7  | 2  | 5   |
| Bolivia   | 6    | 4  | 3  | 0  | 1  | 6  | 5  | 1   |
| Perú      | 0    | 4  | 0  | 0  | 4  | 2  | 8  | –6  |

#### Local
| 10 de setiembre de 1989 | Perú         | 1:2 (0:1) | Bolivia                    | Estadio Nacional, Lima                                   |                                                          |
|                         | Gonzales 51' |           | Montaño 45'' · Sánchez 77' | Asistencia: 8,000 espectadores Árbitro(s): Carlos Maciel | Asistencia: 8,000 espectadores Árbitro(s): Carlos Maciel |

| Uniformes | Uniformes | Uniformes | Uniformes |
| --------- | --------- | --------- | --------- |
|           | Perú      | Bolivia   |           |

| 27 de agosto de 1989 | Perú | 0:2 (0:2) | Uruguay                                | Estadio Nacional, Lima                                              |                                                                     |
|                      |      |           | Rubén Sosa 47' · Antonio Alzamendi 68' | Asistencia: 28,000 espectadores Árbitro(s): Carlos Alfonso Esposito | Asistencia: 28,000 espectadores Árbitro(s): Carlos Alfonso Esposito |

| Uniformes | Uniformes | Uniformes | Uniformes |
| --------- | --------- | --------- | --------- |
|           | Perú      | Uruguay   |           |

#### Visitante
| 20 de agosto de 1989 | Bolivia                         | 2:1 (1:0) | Perú          | Estadio Hernando Siles, La Paz                                   |                                                                  |
|                      | Melgar 45' (pen)' · Ramallo 63' |           | Del Solar 44' | Asistencia: 60, 000 espectadores Árbitro(s): Armando Pérez Hoyos | Asistencia: 60, 000 espectadores Árbitro(s): Armando Pérez Hoyos |

| Bolivia | Perú |

| 27 de agosto de 1989 | Perú | 0:2 (0:2) | Uruguay                                | Estadio Nacional, Lima                                              |                                                                     |
|                      |      |           | Rubén Sosa 47' · Antonio Alzamendi 68' | Asistencia: 28,000 espectadores Árbitro(s): Carlos Alfonso Esposito | Asistencia: 28,000 espectadores Árbitro(s): Carlos Alfonso Esposito |

| Uniformes | Uniformes | Uniformes | Uniformes |
| --------- | --------- | --------- | --------- |
|           | Perú      | Uruguay   |           |

| 24 de setiembre de 1989 | Uruguay           | 2:0 (2:0) | Perú | Estadio Centenario, Montevideo                                         |                                                                        |
|                         | Rubén Paz 45' 58' |           |      | Asistencia: 57, 000 espectadores Árbitro(s): José Roberto Ramiz Wright | Asistencia: 57, 000 espectadores Árbitro(s): José Roberto Ramiz Wright |

| Uruguay | Perú |

## Jugadores convocados
Listado de jugadores convocados:
| Nombre                   | Posición      | Clubes                    |
| ------------------------ | ------------- | ------------------------- |
| Jesús Purizaga           | Portero       | Sporting Cristal          |
| Jorge Arteaga            | Defensa       | Sporting Cristal          |
| Jorge Olaechea           | Defensa       | Sporting Cristal          |
| Pedro Requena            | Defensa       | Universitario de Deportes |
| Percy Olivares           | Defensa       | Sporting Cristal          |
| Fidel Suárez             | Defensa       | Sporting Cristal          |
| Juan Reynoso Guzmán      | Defensa       | Alianza Lima              |
| José Luis Carranza       | Mediocampista | Universitario de Deportes |
| José Guillermo del Solar | Mediocampista | Universidad Católica      |
| Luis Reyna Navarro       | Mediocampista | Universitario de Deportes |
| Francesco Manassero      | Mediocampista | Sporting Cristal          |
| Julio César Uribe        | Mediocampista | Tecos de la UAG           |
| Martín Dall'Orso         | Mediocampista | Sporting Cristal          |
| Franco Navarro           | Delantero     | FC Wettingen              |
| Jorge Hirano             | Delantero     | Bolívar                   |
| Andrés Gonzales          | Delantero     | Universitario de Deportes |
| Eduardo Rey Muñoz        | Delantero     | Universitario de Deportes |